# Miss Internacional 2012
Miss Internacional 2012 fue la 52.ª edición del concurso Miss Internacional, cuya final se celebró el 21 de octubre de 2012, en Okinawa, Japón. Concursantes de más de 60 naciones y territorios autónomos. Al final del evento la Miss Internacional 2011 Fernanda Cornejo de Ecuador, coronó a Ikumi Yoshimatsu de Japón como su sucesora.

## Resultados
| Posiciones              | Concursante |
| ----------------------- | --- |
| Miss Internacional 2012 | - Japón – Ikumi Yoshimatsu |
| Primera finalista       | - Finlandia - Viivi Suominen |
| Segunda finalista       | - Sri Lanka - Madusha Mayadunne |
| Tercera finalista       | - República Dominicana - Melody Mir |
| Cuarta finalista        | - Paraguay - Nicole Huber |
| Semifinalistas (Top 15) | - Brasil - Rafaela Butarelli - Colombia - Melissa Varón - Estados Unidos - Amanda Renee Delgado - Filipinas - Nicole Schmitz - Haití - Anedie Azael - India - Rochelle Maria Rao - México - Jessica García Formenti - Namibia - Paulina Malulu - Reino Unido - Alize Lily Mounter - Venezuela - Blanca Aljibes |

## Relevancia histórica del Miss Internacional 2012

### Resultados
- Japón gana el título de Miss Internacional por primera vez.
- Finlandia obtiene el puesto de Primera Finalista por tercera vez, la última vez fue en 1975.
- Sri Lanka obtiene el puesto de Segunda Finalista por primera vez.
- República Dominicana obtiene el puesto de Tercera Finalista por primera vez.
- Paraguay obtiene el puesto de Cuarta Finalista por primera vez y alcanza su posición más alta hasta la fecha.
- Brasil, Filipinas y Venezuela repiten clasificación a semifinales.
- Venezuela clasifica por octavo año consecutivo.
- Filipinas clasifica por quinto año consecutivo.
- Brasil clasifica por segundo año consecutivo.
- India y Japón clasificaron por última vez en 2010.
- Finlandia, México, Reino Unido y República Dominicana clasificaron por última vez en 2009.
- Colombia clasificó por última vez en 2008.
- Sri Lanka clasificó por última vez en 2007.
- Estados Unidos clasificó por última vez en 2004.
- Paraguay clasificó por última vez en 1961.
- Haití  y Namibia clasificaron por primera vez al cuadro de semifinales y lograron su posición más alta en la historia del concurso.
- De América entraron ocho representantes a la ronda de cuartos de final, transformándose este en el continente con más semifinalistas; no obstante, solo Paraguay y República Dominicana llegaron a la final.
- Ninguna nación de Oceanía pasó a la ronda semifinal.

## Premios especiales
| Award              | Contestant                      |
| ------------------ | ------------------------------- |
| Miss Simpatía      | - Mauricio – Ameeksha Dilchand  |
| Miss Fotogénica    | - Japón – Ikumi Yoshimatsu      |
| Miss Talento       | - Rusia – Ekaterina Meglinskaia |
| Mejor Traje Típico | - Honduras – Nicole Velásquez   |
| Miss Internet      | - Birmania – Nang Khin Zay Yar  |
| Miss JOICFP        | - Haití - Anedie Azael          |

## Candidatas
| País/Territorio                      | Delegada                                | Edad | Estatura        | Ciudad                         |
| ------------------------------------ | --------------------------------------- | ---- | --------------- | ------------------------------ |
| Alemania                             | Aline Marie Massel                      | 25   | 1,76 m (5′ 9″)  | Hamburgo                       |
| Argentina                            | Daiana Laura Incandela Lema             | 23   | 1,83 m (6′ 0″)  | Buenos Aires                   |
| Australia                            | Sarah Jane Fraser                       | 21   | 1,70 m (5′ 7″)  | Newcastle                      |
| Bélgica                              | Alien Decock                            | 24   | 1,72 m (5′ 8″)  | Bruselas                       |
| Bielorrusia                          | Anastasia Pogranichnaya                 | 20   | 1,77 m (5′ 10″) | Minsk                          |
| Belice                               | Destinée Dominique Arnold               | 19   | 1,68 m (5′ 6″)  | Roaring Creek                  |
| Bolivia                              | Stephanie Nuñez Nogales                 | 20   | 1,74 m (5′ 9″)  | Pando                          |
| Brasil                               | Rafaela Elena Butarelli                 | 23   | 1,78 m (5′ 10″) | Marília                        |
| Camerún                              | Francoise Odette Ngoumou                | 22   | 1,77 m (5′ 10″) | Duala                          |
| Canadá                               | Marta Jablonska                         | 23   | 1,78 m (5′ 10″) | Hamilton                       |
| China Taipéi                         | Nianyu Yu                               | 20   | 1,62 m (5′ 4″)  | Taipéi                         |
| Colombia                             | Melissa Carolina Varón Ballesteros      | 24   | 1,79 m (5′ 10″) | Santa Marta                    |
| Corea                                | Lee Jung-bin                            | 23   | 1,70 m (5′ 7″)  | Seúl                           |
| Costa Rica                           | Miriam Natasha Sibaja Bermùdes          | 21   | 1,68 m (5′ 6″)  | Pérez Zeledón                  |
| Dinamarca                            | Line Christiansen                       | 18   | 1,78 m (5′ 10″) | Aarhus                         |
| Ecuador                              | Tatiana Katherine Loor Hidalgo          | 20   | 1,73 m (5′ 8″)  | Santo Domingo de los Tsachilas |
| El Salvador                          | Marlin Ramírez                          | 21   | 1,72 m (5′ 8″)  | San Salvador                   |
| Eslovaquia                           | Denisa Krajčovičová                     | 24   | 1,80 m (5′ 11″) | Bratislava                     |
| España                               | Ana Amparo Crespo                       | 21   | 1,76 m (5′ 9″)  | Valencia                       |
| Estados Unidos                       | Amanda Renee Delgado                    | 22   | 1,75 m (5′ 9″)  | Los Ángeles                    |
| Estonia                              | Xenia Likhacheva                        | 22   | 1,70 m (5′ 7″)  | Tallin                         |
| Filipinas                            | Nicole Cassandra Maturan Schmitz        | 23   | 1,73 m (5′ 8″)  | Cebú                           |
| Finlandia                            | Viivi Suominen                          | 24   | 1,74 m (5′ 9″)  | Turku                          |
| Francia                              | Marion Amelineau                        | 23   | 1,79 m (5′ 10″) | Givrand                        |
| Gabón                                | Channa Divouvi                          | 23   | 1,70 m (5′ 7″)  | Libreville                     |
| Gibraltar                            | Kerrianne Massetti                      | 23   | 1,84 m (6′ 0″)  | Gibraltar                      |
| Guadalupe                            | Aude Belenus                            | 21   | 1,89 m (6′ 2″)  | Basse-Terre                    |
| Guam                                 | Chanel Cruz Jarrett                     | 18   | 1,73 m (5′ 8″)  | Agana Heights                  |
| Guatemala                            | Christa Irene García González           | 19   | 1,70 m (5′ 7″)  | Ciudad de Guatemala            |
| Haití                                | Anedie Lucrece Azael                    | 22   | 1,77 m (5′ 10″) | Puerto Príncipe                |
| Honduras                             | Shirley Nicole Velásquez Morales        | 22   | 1,76 m (5′ 9″)  | Tegucigalpa                    |
| Hong Kong                            | Tracy Tsin Suet Chu                     | 24   | 1,76 m (5′ 9″)  | Hong Kong                      |
| Hungría                              | Claudia Kozma                           | 21   | 1,70 m (5′ 7″)  | Budapest                       |
| India                                | Rochelle Maria Rao                      | 23   | 1,70 m (5′ 7″)  | Chennai                        |
| Indonesia                            | Fiorenza Liza Elly Purnamasari          | 21   | 1,76 m (5′ 9″)  | Malang                         |
| Islas Vírgenes de los Estados Unidos | Vanessa Mari Donastorg                  | 23   | 1,72 m (5′ 8″)  | Saint Thomas                   |
| Israel                               | Yael Markovich                          | 22   | 1,68 m (5′ 6″)  | Haifa                          |
| Italia                               | Giulia Masala                           | 19   | 1,76 m (5′ 9″)  | Ploaghe                        |
| Japón                                | Ikumi Yoshimatsu                        | 24   | 1,70 m (5′ 7″)  | Saga                           |
| Letonia                              | Kristīna Viļuma                         | 22   | 1,65 m (5′ 5″)  | Riga                           |
| Líbano                               | Cynthia Moukarzel                       | 24   | 1,70 m (5′ 7″)  | Beirut                         |
| Macao                                | Cherry Ng                               | 25   | 1,68 m (5′ 6″)  | Macao                          |
| Malasia                              | Mei Xian Teng                           | 22   | 1,80 m (5′ 11″) | Perak                          |
| Mauricio                             | Ameeksha Devi Dilchand                  | 24   | 1,76 m (5′ 9″)  | Port Louis                     |
| México                               | Jessica Cecilia García Formenti Canseco | 22   | 1,79 m (5′ 10″) | La Paz                         |
| Mongolia                             | Dolgion Delgerjav                       | 21   | 1,77 m (5′ 10″) | Ulán Bator                     |
| Birmania                             | Nang Khin Zay Yar                       | 23   | 1,69 m (5′ 7″)  | Taunggyi                       |
| Namibia                              | Paulina Nangula Malulu                  | 19   | 1,85 m (6′ 1″)  | Windhoek                       |
| Nepal                                | Subekshya Khadka                        | 19   | 1,68 m (5′ 6″)  | Lalitpur                       |
| Nicaragua                            | Reyna Pérez Núñez                       | 20   | 1,75 m (5′ 9″)  | Chinandega                     |
| Nueva Zelanda                        | Hannah Carson                           | 24   | 1,70 m (5′ 7″)  | Auckland                       |
| Panamá                               | Karen Elena Jordán Beitia               | 23   | 1,75 m (5′ 9″)  | David                          |
| Paraguay                             | Nicole Elizabeth Huber Vera             | 21   | 1,74 m (5′ 9″)  | Asunción                       |
| Perú                                 | Rossmary Pizarro Limo                   | 23   | 1,74 m (5′ 9″)  | Iquitos                        |
| Polonia                              | Rozalia Mancewicz                       | 25   | 1,75 m (5′ 9″)  | Bialystok                      |
| Portugal                             | Joana Peta                              | 22   | 1,75 m (5′ 9″)  | Faro                           |
| Puerto Rico                          | Ashley Michelle Ruíz Rodríguez          | 23   | 1,76 m (5′ 9″)  | Rincón                         |
| Reino Unido                          | Alize Lily Mounter                      | 22   | 1,79 m (5′ 10″) | Londres                        |
| República Dominicana                 | Melodía "Melody" Mir Jiménez            | 23   | 1,81 m (5′ 11″) | Santiago de los Caballeros     |
| Rusia                                | Ekaterina Meglinskaia                   | 20   | 1,75 m (5′ 9″)  | Sarátov                        |
| Singapur                             | Leong Ying Mae                          | 22   | 1,74 m (5′ 9″)  | Singapur                       |
| Sri Lanka                            | Madusha Rushani Mayadunne               | 24   | 1,63 m (5′ 4″)  | Colombo                        |
| Suecia                               | Katarina Konow-Scott                    | 19   | 1,74 m (5′ 9″)  | Estocolmo                      |
| Surinam                              | Wynona Redmond                          | 26   | 1,76 m (5′ 9″)  | Paramaribo                     |
| Tahití                               | Ariirau Sandras                         | 22   | 1,76 m (5′ 9″)  | Papeete                        |
| Tailandia                            | Rungsinee Panjaburi                     | 20   | 1,69 m (5′ 7″)  | Lamphun                        |
| Turquía                              | Meltem Tüzüner                          | 23   | 1,76 m (5′ 9″)  | Estambul                       |
| Ucrania                              | Julia Gershun                           | 22   | 1,76 m (5′ 9″)  | Dnepropetrovsk                 |
| Venezuela                            | Blanca Cristina Aljibes Gallardo        | 24   | 1,79 m (5′ 10″) | Valencia                       |